# 庄建球
庄建球（1971年11月—），男，汉族，湖南南县人。管理学博士，1993年5月加入中国共产党，1995年6月参加工作，中华人民共和国政治人物。

## 生平
1995年毕业于中南工学院管理系会计专业；毕业后从政，2017年7月，任中共中央纪委第三纪检监察室主任；2018年5月，任中央纪委国家监委第十六审查调查室主任；2020年10月，任中共河南省委统战部副部长，省工商业联合会党组书记（正厅级）；2021年6月，任河南省济源产城融合示范区管委会主任，济源市市长。
2023年4月，升任济源产城融合示范区党工委书记，中共济源市委书记。并于同年8月兼任济源市人大常委会主任。
2025年2月，他出任中共郑州市委委员、常委、副书记，随即兼任郑州市人民政府市长。